# Greg Pattillo
Greg Pattillo (Saint Louis, 1º luglio 1977) è un flautista statunitense.

## Biografia
Greg Pattillo ha studiato musica classica presso il conservatorio Cleveland Institute of Music sotto la direzione di Joshua Smith, primo flautista dell'Orchestra di Cleveland. Dopo un'estate come primo flauto nella Guangzhou Symphony Orchestra, si sposta a San Francisco dove è solista, freelance. Si sposta quindi a New York, dove fonda il trio Project Trio che vede Greg Pattillo al flauto, Eric Stephenson al violoncello, e Peter Seymour al contrabbasso.  Insegna musica sia a San Francisco che a New York. Vive a Brooklyn, New York.
Attualmente membro della band Project Trio, ha riscosso grande fama negli anni duemila grazie alla sua particolare tecnica di beatbox applicata al flauto traverso (fluteboxing), che consiste in un mix di musica classica e di beatboxing, un metodo di percussione vocale reso famoso nei primi anni ottanta dalla scena hip-hop.
In particolare, il fenomeno Greg Pattillo è esploso nel 2007, quando i suoi video su YouTube hanno ricevuto 20 milioni di collegamenti, mentre quelli del Project Trio sono giunti a marzo 2011 a 60 milioni di click.